# Vale de Refaim
Vale de Refaim (hebraico:עמק רפאים‎, Emeq Refaim) - (Josué 15:8, Josué 18:16) - um vale que desce do sudoeste de Jerusalém até o Vale de Elá, é uma antiga rota da planície costeira das colinas da Judéia, nomeado provavelmente após a lendária corrida de gigantes.

## História bíblica
Quando Davi tornou-se rei sobre toda Israel, os Filisteus, julgando que ele se tornasse seu pior inimigo, fez um ataque repentino em busca dele. Ele desceu "à fortaleza" (2 Samuel 5:17-22), e os filisteus tomaram sua posição no vale de Refaim, no oeste e sudoeste de Jerusalém, ficando a comunicação entre Belém e Jerusalém interceptada. Enquanto Davi e seu exército estavam acampados lá, ocorreu esse incidente narrado em 2 Samuel 23:15-17. Obtendo direção divina, Davi liderou seu exército contra os filisteus e obteve vitória total sobre eles. O cenário desta vitória foi posteriormente chamado de Baal-Perazim.
Em um segundo momento, contudo, os filisteus reuniram suas forças neste vale (2 Samuel 5:22), e novamente orientado pela resposta divina, Davi liderou seu exército para Gibeá e atacou os filisteus do sul, infligindo-lhes uma outra grande derrota e perseguindo-os com grande matança de Gezer (q.v.). Lá, Davi manteve em xeque esses inimigos de Israel.